# طلب براءة اختراع
طلب براءة الاختراع هو طلب يُقدّم لدى مكتب براءات الاختراع للحصول على براءة اختراع لاخنراع معين، كما هو موضح في مواصفات براءة الاختراع  ومجموعة من واحد أو أكثر من المطالبات المذكورة في وثيقة رسمية، بما في ذلك النماذج الرسمية الضرورية واللازمة والمراسلات المتعلقة بها. وهو مزيج من الوثيقة ومعالجتها ضمن الإطار الإداري والقانوني لمكتب براءات الاختراع.
للحصول على منحة لبراءة اختراع، يجب على الشخص، سواء كان شخصًا طبيعيًا أو اعتباريًا، تقديم طلب إلى مكتب براءات الاختراع الذي يمتلك السلطة والاختصاص القضائي لمنح براءة اختراع في المنطقة الجغرافية التي يتطلب تغطيتها بموجب البراءة. وغالبًا ما يكون هذا مكتب براءات وطنياً، ولكنه قد يكون هيئة إقليمية، مثل مكتب براءات الاختراع الأوروبي. وبمجرد أن تتوافق مواصفات البراءة مع قوانين المكتب المعني، يمكن منح براءة اختراع للاختراع الموصوف والمطالب به في المواصفات.
عملية "التفاوض" أو "المجادلة" مع مكتب البراءات للحصول على منحة براءة اختراع، والتفاعل مع مكتب البراءات فيما يتعلق بالبراءة بعد منحها، تُعرف بمصطلح "متابعة البراءة". متابعة البراءة تختلف عن التقاضي بشأن البراءات، والذي يتعلق بالإجراءات القانونية لانتهاك براءة اختراع بعد منحها.

## التعريف
يشير مصطلح طلب براءة الاختراع إلى الإجراءات القانونية والإدارية لطلب إصدار براءة اختراع لاختراع ما، وكذلك إلى الوثيقة المادية ومحتوى وصف الاختراع ومطالباته، بما في ذلك الأعمال الإجرائية الورقية المرتبطة به.
أول هذه الطلبات هو طلب الامتياز القانوني الذي يحق لمقدم الطلب الحصول عليه إذا كان الطلب قائماً على أسس سليمة ومستوفيًا للشروط — هو امتياز مؤقت بطبيعته؛ إذ ينتهي وجوده بمجرد سحب الطلب أو رفضه، أو الحصول على براءة الاختراع. أما المحتوى المعلوماتي للوثيقة كما تم تقديمها وإيداعها (أو بعبارة أخرى، قطعة الورق) فهو حقيقة تاريخية تستمر وتبقى إلى الأبد. وغالبًا ما يتم استخدام تعبير "طلب" دون أن يكون هناك وعي بغموضه. وهذا التعبير قادر على تضليل حتى المحترفين والمهنيين ذوي الخبرة.

## النطاق الجغرافي
اعتمادًا على المكتب الذي يودع فيه طلب براءة الاختراع، يمكن أن يكون هذا الطلب طلبًا للحصول على براءة اختراع في بلد معين، أو قد يكون طلبًا للحصول على براءة اختراع في مجموعة من البلدان. الأول يُعرف باسم "طلبات (البراءة) الوطنية"، والأخير يُعرف باسم "طلبات (البراءة) الإقليمية".

### الطلبات الوطنية
عادةً ما تُقدّم الطلبات الوطنية في مكتب براءات اختراع وطني، مثل مكتب براءات الاختراع في المملكة المتحدة، للحصول على براءة اختراع في بلد ذلك المكتب. يمكن تقديم وإيداع الطلب إما مباشرةً في ذلك المكتب، أو قد يكون ناتجًا عن طلب إقليمي أو عن طلب دولي بموجب معاهدة التعاون بشأن البراءات (PCT)، بمجرد دخوله المرحلة الوطنية.

### الطلبات الإقليمية
الطلب الإقليمي لبراءة الاختراع هو طلب قد يكون له تأثير في مجموعة من البلدان. يعدّ المكتب الأوروبي لبراءات الاختراع (EPO) مثالاً على مكتب البراءات الإقليمي. ويمنح المكتب الأوروبي براءات الاختراع التي يمكن أن تسري في بعض أو جميع البلدان المتعاقدة مع اتفاقية البراءات الأوروبية (EPC)، بعد عملية تقديم طلب واحدة.
يُعد تقديم الطلب ومتابعته في مكتب إقليمي ميزة مفيدة، لأنه يسمح بالحصول على براءات اختراع في عدد من البلدان دون الحاجة إلى متابعة الطلبات في جميع تلك البلدان. وبالتالي، تنخفض تكلفة وتعقيدات الحصول على الحماية.

### الطلبات الدولية
تُدير المنظمة العالمية للملكية الفكرية (WIPO) معاهدة التعاون بشأن البراءات وتوفّر عملية تقديم طلبات مركزية، ولكن لا تُمنح البراءات بموجب المعاهدة.
يتيح نظام معاهدة التعاون بشأن البراءات PCT لمقدم الطلب تقديم طلب براءة اختراع واحد بلغة واحدة. ويمكن أن يؤدي هذا الطلب، الذي يسمى الطلب الدولي، في وقت لاحق، إلى منح براءة اختراع في أي من الدول المشمولة في معاهدة التعاون بشأن البراءات. وينجز المكتب الدولي للمنظمة العالمية للملكية الفكرية WIPO العديد من الإجراءات الشكلية لطلب البراءة بطريقة مركزية، مما يجنب الحاجة إلى تكرار الخطوات في جميع الدول التي قد تُمنح فيها البراءة في نهاية المطاف. تنسق الويبو عمليات البحث التي تجريها أي من سلطات البحث الدولية (ISA)، وتنشر الطلبات الدولية وتنسق الفحص الأولي الذي تجريه أي من سلطات الفحص الأولي الدولية (IPEA). كما يمكن أيضًا أن تنفّذ أية إجراءات مثل تسمية المخترعين ومقدمي الطلبات، وتقديم وإيداع نسخ معتمدة ومصدقة من وثائق الأولوية مركزيًا، ولا حاجة لتكرارها.
تتمثل الميزة الرئيسية للمتابعة عبر مسار معاهدة التعاون بشأن البراءات PCT بخيار الحصول على براءات اختراع في مجموعة واسعة من الدول، ويتم تأجيل تكلفة عدد كبير من الطلبات. في معظم الدول، إذا نجح الطلب الوطني، يمكن المطالبة بالتعويض عن الاضرار من تاريخ نشر الطلب الدولي.

## الأنواع
قد تحدد مكاتب براءات الاختراع عددًا من أنواع الطلبات، يقدم كل منها مزايا مختلفة ويكون مفيدًا في مواقف وحالات مختلفة. ويستخدم كل مكتب أسماء مختلفة لأنواع الطلبات، ولكن المجموعات العامة مفصلة أدناه. وضمن كل مجموعة، هناك أنواع معينة من الطلبات، مثل براءات الاختراع (وتسمى أيضًا "براءات المنفعة" في الولايات المتحدة)، وبراءات النباتات، وبراءات التصاميم، ويمكن أن يكون لكل منها قواعدها الموضوعية والإجرائية الخاصة بها.

### الطلب القياسي
طلب البراءة القياسي هو طلب براءة اختراع يحتوي على جميع الأجزاء الضرورية (مثل الوصف المكتوب للاختراع والمطالبات) التي تُطلب لمنح البراءة. قد يؤدي طلب البراءة القياسي إلى منح براءة اختراع أو لا، اعتمادًا على نتيجة الفحص من قبل مكتب البراءات الذي قُدّم الطلب فيه. في الولايات المتحدة، يشار إلى طلب البراءة القياسي على أنه طلب "غير مؤقت".

### الطلب المؤقت
يمكن تقديم طلبات البراءة المؤقتة في عدد محدود من مكاتب البراءات، وخاصة في مكتب الولايات المتحدة لبراءات الاختراع والعلامات التجارية. ومن أجل أن يحدد الطلب المؤقت في الولايات المتحدة الأمريكية تاريخ أولوية لطلب براءة اختراع قياسي كامل (أي غير مؤقت) مستقبلاً، يجب أن يكون الكشف والإفصاح في الطلب المؤقت ممكنًا. المطالبات ليست مطلوبة في الطلب المؤقت، على الرغم من أنه يُنصح بتضمينها وتقديمها، حيث يمكن أن تساهم المطالبات في الإفصاح في تمكين وتنفيذ الكشف.
إذا كان الهدف هو متابعة الحصول على براءة، يمكن دمج الإفصاح في الطلب المؤقت مع طلب براءة اختراع قياسي، وذلك خلال فترة زمنية محدودة (سنة واحدة في الولايات المتحدة). وبخلاف ذلك، تنتهي صلاحية الطلب المؤقت، ولا يتم نشره، ولا يصبح معرفة مسبقة لطلبات البراءات الأخرى. لا يمكن الحصول على حقوق قابلة للتنفيذ من خلال تقديم طلب مؤقت فقط. يمكن إضافة معلومات إضافية (مثل البيانات التجريبية) إلى الطلب الكامل (غير المؤقت)، ولأغراض تحليل المعرفة المسبقة (مثل الجدة والحداثة وعدم الوضوح)، سيكون للطلب غير المؤقت تاريخان للأولوية.

### طلب الاستمرارية
في مكاتب محدّدة، يمكن تقديم طلب براءة كاستمرار لطلب سابق. يعتبر هذا النوع من الطلبات طريقة ملائمة لتضمين مواد من طلب سابق في طلب جديد عند انتهاء سنة الأولوية والحاجة إلى مزيد من التحسين والتنقيح. هناك أنواع مختلفة من طلبات الاستمرارية ممكنة، مثل الاستمرارية والاستمرارية الجزئية.

### طلب تقسيمي
طلب البراءة التقسيمي هو طلب "انقسم" من طلب موجود وقائم. يمكن أن يحتوي الطلب التقسيمي فقط على محتوى من الطلب الذي انفصل منه (الأصل/الطلب الأم)، ويحتفظ بتاريخ التقديم/الإيداع وأولوية الأصل (الطلب الأم). تعد الطلبات التقسيمية مفيدة إذا تم إصدار اعتراض على وحدة الاختراع، وفي هذه الحالة يمكن حماية الاختراعات الأخرى في الطلبات التقسيمية.

## الإعداد، التقديم/الإيداع، والمتابعة

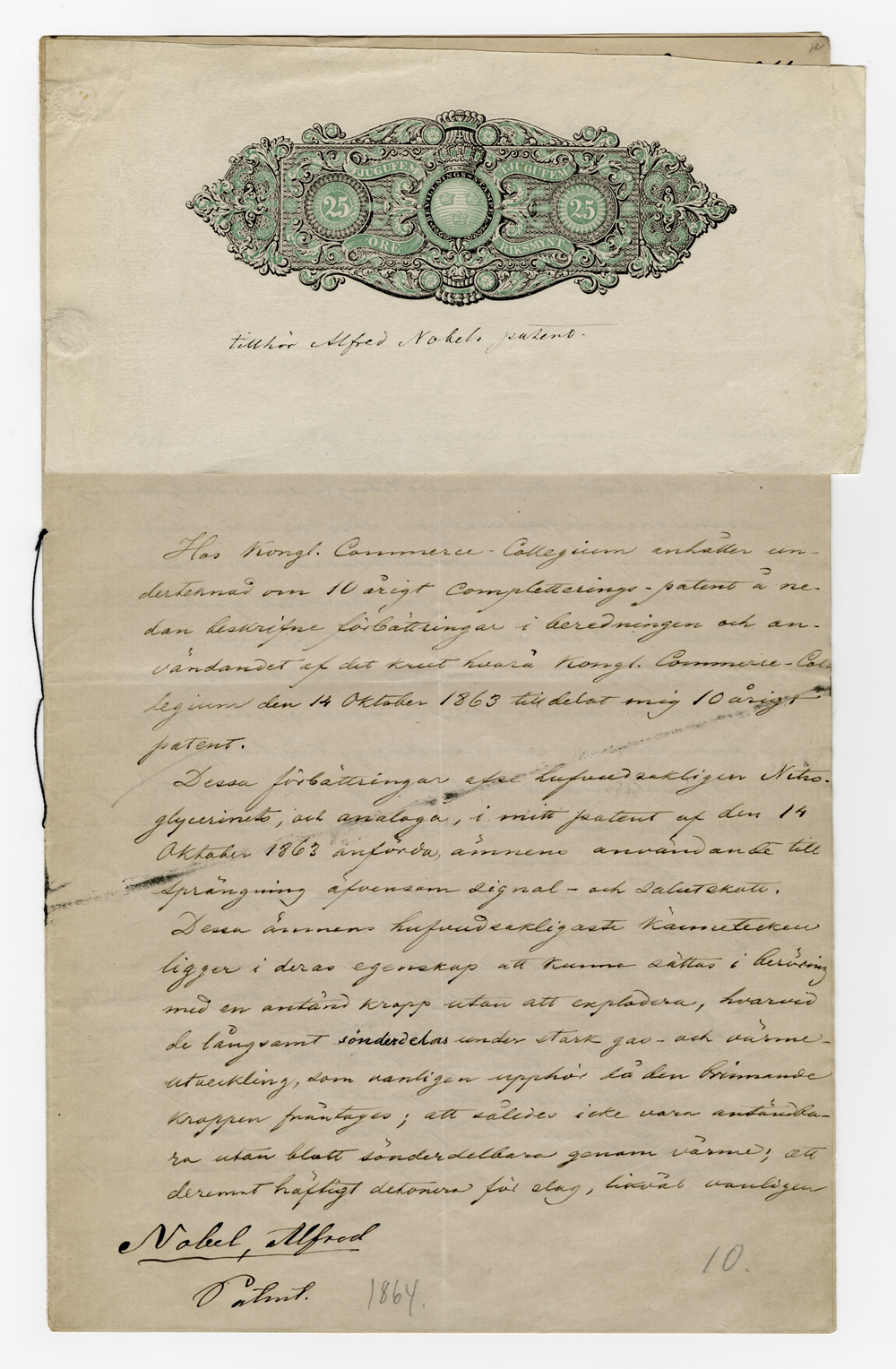
طلب براءة اختراع سويدي يعود لعام 1864؛ ألفريد نوبل يطلب براءة اختراع للاكتشافات التي ستؤدي إلى اختراع الديناميت.

تبدأ عملية الحصول على منح براءة اختراع بإعداد مواصفات تصف الاختراع. وتُقدّم هذه المواصفات إلى مكتب البراءات للفحص وفي النهاية تُمنح براءة اختراع للاختراع الموصوف في الطلب أو رفضها.

### مواصفات براءة الاختراع
مواصفات البراءة هي وثيقة تصف الاختراع الذي يُطلب له براءة وتحدد نطاق الحماية التي توفرها البراءة. ولذلك، تحتوي المواصفات بشكل عام على قسم يوضح خلفية الاختراع ونبذة عامة عنه، ووصف للاختراع وتطبيقاته ومطالباته، التي تحدد نطاق الحماية. قد تتضمن المواصفات أيضاً رسومات وأشكال للمساعدة في وصف الاختراع، وتسلسلات جينية وإشارات إلى الرواسب البيولوجية، أو كود برمجي، وذلك حسب موضوع الطلب. كما تطلب معظم مكاتب البراءات أيضًا أن يتضمن الطلب ملخصاً للاختراع للمساعدة في البحث. ويجب أيضًا تقديم عنوان للطلب بشكل عام.
لدى كل مكتب براءات قواعد تتعلق بشكل المواصفات، حيث يحدد كل مكتب قواعد تتعلق بشكل المواصفات، ويحدد أشياء مثل حجم الورق، ونوع الخط، والتخطيط، وترتيب الأقسام والعناوين. وتختلف هذه المتطلبات من مكتب لآخر.
نظرًا لأن الوصف لا يمكن تعديله بشكل عام بمجرد تقديمه (مع استثناءات محدودة)، فمن المهم إنجاز التوصيف بشكل صحيح من المرة الأولى.
يحتوي طلب براءة الاختراع عموماً على وصفٍ للاختراع وعلى الأقل مطالبة واحدة تهدف إلى تحديده وتعريفه. قد يتضمن طلب البراءة أيضًا رسومات لتوضيح الاختراع. وعلاوة على ذلك، يتطلب الأمر عمومًا تقديم ملخص.
على سبيل المثال، يجب أن يحتوي الطلب الدولي بموجب معاهدة التعاون بشأن البراءات (PCT) على العناصر التالية: الطلب، والوصف، والمطالبة أو المطالبات، ورسم أو أكثر (حيثما كانت الرسوم ضرورية لفهم الاختراع)، وملخص." تحدد القاعدة 5 من معاهدة التعاون بشأن البراءات PCT ما يجب أن يحتويه الوصف في الطلب الدولي بمزيد من التفاصيل.
مثال آخر، يتكون طلب البراءة الأوروبي من "طلب للحصول على براءة أوروبية، ووصف للاختراع، ومطالبة أو أكثر، وأية رسومات مذكورة في الوصف أو المطالبات، وملخصاً." وتحدد القاعدة 42 من الاتفاقية الأوروبية للبراءات EPC ما يجب أن يحتويه الوصف في طلب البراءة الأوروبية بمزيد من التفاصيل.

### المطالبات
تحدد مطالبات مواصفات البراءة نطاق الحماية التي تمنحها البراءة. تصف المطالبات الاختراع بأسلوب قانوني محدد، وتوضح السمات الأساسية للاختراع بطريقة تُحدد بوضوح ما الذي قد ينتهك البراءة. وغالبًا ما يتم تعديل المطالبات أثناء المقاضاة والملاحقة القانونية لتضييق أو توسيع نطاقها.
قد تحتوي المطالبات على مجموعة أو أكثر من المطالبات الهرمية، كل منها يحتوي على مطالبة رئيسية مستقلة أو أكثر تحدد الحماية الأوسع نطاقا، وعدد من المطالبات التابعة التي تضيق نطاق الحماية من خلال تحديد سمات وميزات أكثر تحديدًا للاختراع.
في الولايات المتحدة، يمكن تعديل المطالبات بعد منح البراءة، ولكن لا يمكن توسيع نطاقها بما يتجاوز ما تم الكشف والإفصاح عنه في المواصفات الأصلية. ولا يُسمح بتوسيع نطاق المطالبات بعد مرور أكثر من عامين على إصدار البراءة.

### تاريخ التقديم/الإيداع
يحدد تاريخ الإيداع تاريخاً نهائياً وفاصلاً، لا يمكن بعده لأي إفصاحات عامة أن تشكل معرفة مسبقة (ولكن يجب أيضاً مراعاة تاريخ الأولوية)، وكذلك لأنه في معظم الولايات القضائية، يقع الحق في الحصول على براءة اختراع للاختراع على عاتق أول شخص يقدم طلباً لحماية ذلك الاختراع (انظر: أول من يقدم الطلب وأول من يخترع). لذلك، يكون من المفيد عمومًا تقديم الطلب في أقرب وقت ممكن.
للحصول على تاريخ تقديم وإيداع، يجب أن تتوافق الوثائق والمستندات المقدمة مع لوائح مكتب براءات الاختراع الذي قُدّم الطلب فيه. قد لا تكون المواصفات الكاملة التي تتوافق مع جميع القواعد مطلوبة للحصول على تاريخ تقديم/إيداع. على سبيل المثال، في المملكة المتحدة، لا يُشترط تقديم المطالبات والملخص للحصول على تاريخ تقديم/إيداع، ولكن يمكن إضافتها لاحقًا. ومع ذلك، نظرًا لأنه لا يمكن إضافة أي موضوع إلى الطلب بعد تاريخ التقديم/الإيداع، فمن المهم أن يكشف الطلب عن جميع المواد ذات الصلة بالطلب في وقت التقديم/الإيداع. إذا لم يتم استيفاء متطلبات منح تاريخ التقديم/الإيداع، يُخطر مكتب البراءات مقدم الطلب بالنواقص. واعتمادًا على قانون مكتب البراءات المعني، قد يكون من الممكن التصحيح دون تغيير تاريخ التقديم/الإيداع، أو قد يتم منح الطلب تاريخ تقديم/إيداع معدل إلى التاريخ الذي تم فيه استكمال المتطلبات. يحصل الطلب المقدم/المودع بشكل عام على رقم طلب.
بالنسبة للدول التي انضمت إلى معاهدة قانون البراءات، فإن المعاهدة تشترط أن يمنح مكتب أي طرف متعاقد تاريخ تقديم للطلب عند الامتثال لثلاثة متطلبات شكلية بسيطة: أولاً، إشارة إلى أن العناصر التي تلقاها المكتب تهدف إلى أن تكون طلباً للحصول على براءة اختراع؛ ثانياً، مؤشرات تسمح للمكتب بتحديد هوية مقدم الطلب أو الاتصال به (ومع ذلك، يُسمح للطرف المتعاقد بطلب مؤشرات على كليهما)؛ ثالثاً، قسم يبدو أنه وصف للاختراع. لا يمكن طلب عناصر إضافية لتحديد تاريخ التقديم. وعلى وجه الخصوص، لا يجوز للطرف المتعاقد تضمين مطالبة واحدة أو أكثر أو رسوم تقديم في متطلب تاريخ التقديم. وكما ذكر أعلاه، فإن هذه المتطلبات ليست متطلبات قصوى ولكنها تشكل متطلبات مطلقة، وبالتالي لن يُسمح للطرف المتعاقد بمنح تاريخ تقديم ما لم يتم الالتزام بجميع هذه المتطلبات.

### المطالبة بالأولوية
يمكن أن يطالب طلب البراءة بالأولوية من طلب أو أكثر من الطلبات التي سبق تقديمها للاستفادة من تاريخ تقديم/إيداع هذه الطلبات السابقة (بالنسبة للمعلومات الواردة في هذه الطلبات السابقة). المطالبة بالأولوية أمر مرغوب فيه لأن تاريخ التقديم/الإيداع الفعلي المبكر يقلل من عدد إفصاحات المعرفة المسبقة، ما يزيد من احتمال الحصول على براءة اختراع.
يعتبر نظام الأولوية مفيداً عند تقديم وإيداع طلبات براءة في العديد من البلدان، حيث يمكن تأجيل تكاليف التقديمات والإيداعات لمدة تصل إلى عام، دون أن تؤثر أي من الطلبات المقدمة سابقًا لنفس الاختراع على الطلبات اللاحقة.
تتوافق القواعد المتعلقة بمطالبات الأولوية مع اتفاقية باريس لحماية الملكية الصناعية، ويقال أن الدول التي توفر نظام أولوية يتوافق مع اتفاقية باريس هي دول ملتزمة بالاتفاقية. وينبغي عدم الخلط بين هذه القواعد وبين القواعد المنصوص عليها في معاهدة التعاون بشأن البراءات (PCT)، الموضحة أعلاه.

### المسائل الأمنية
تشترط العديد من مكاتب البراءات الوطنية الحصول على تصريح أمني قبل تقديم وإيداع طلب براءة في دول أجنبية. ويهدف هذا التصريح إلى حماية الأمن القومي من خلال منع انتشار ونشر التقنيات المتعلقة (من بين أمور أخرى) بالحروب أو الأسلحة النووية.
تختلف القواعد بين مكاتب براءات الاختراع، ولكن بشكل عام يتم مراجعة جميع الطلبات المقدمة والموجعة وإذا كانت تحتوي على أي مواد ذات صلة، فقد يتم فرض أمر بالسرية. وقد يمنع هذا الأمر نشر الطلب و/أو تقديم/إيداع براءات تتعلق بالاختراع في الخارج.
في حال الرغبة في تقديم طلب في بلد آخر غير بلد إقامة المخترع، فقد يكون من الضروري الحصول على ترخيص لتقديم وإيداع طلبات في الخارج من مكتب البراءات الوطني للمخترع للسماح بالتقديم/الإيداع في الخارج. قد تمنح بعض المكاتب، مثل مكتب براءات الاختراع الأمريكي USPTO، ترخيصاً تلقائياً بعد فترة زمنية محددة (مثل 6 أشهر)، إذا لم يتم إصدار أمر السري خلال تلك الفترة.